# 鬼馬狂想曲
《鬼馬狂想曲》是於2004年上映，由韋家輝導演及編劇，韋家輝及向華強聯合監製的香港電影。
本片取自香港1976年經典喜劇《半斤八兩》，同時是向許冠文電影致敬的作品，片中多處皆特意模仿。

## 演員表
| 演員   | 角色                    | 關係／暱稱                                                                    |
| 張栢芝 | 哈米波波                | 魔法學堂學生 筷子姊妹花之表姐 傑之女友 模仿蕭芳芳 角色名字戲仿對象為哈利·波特 |
| 古天樂 | 傑                      | 偵探社職員 文、雞泡之好友 哈米波波之男友 模仿許冠傑                           |
| 劉青雲 | 社長                    | 偵探社社長 傑、雞泡之好友 模仿許冠文                                          |
| 陳小春 | 雞泡                    | 偵探社職員 文、傑之好友 狄娜之表哥 模仿許冠英                                 |
| 吳鎮宇 | 奸人堅                  | 模仿石堅                                                                      |
| 蔡卓妍 | 筷子姊妹花              | 哈米波波之表妹 模仿筷子姊妹花                                                 |
| 鍾欣潼 | 筷子姊妹花              | 哈米波波之表妹 模仿筷子姊妹花                                                 |
| 鍾麗緹 | 林亞珍                  | 雞泡之表妹 模仿狄娜                                                           |
| 路斯明 | 蓮花打手                |                                                                               |
| 張豪龍 | 蓮花打手                |                                                                               |
| 陳朗   | 蓮花打手                |                                                                               |
| 駱力煒 | 蓮花打手                |                                                                               |
| 許冠文 | 魔法學校校長            |                                                                               |
| 葛民輝 | 掃街茂                  | 模仿李添勝                                                                    |
| 黃又南 | 黑衣小偷                |                                                                               |
| 徐天佑 | 黑衣小偷                |                                                                               |
| 劉以達 | 偷雞小賊                |                                                                               |
| 張致恆 | 魔法學堂接線生          |                                                                               |
| 關智斌 | 魔法學堂接線生          |                                                                               |
| 蘇志威 | 祥哥                    | 模仿新馬師曾                                                                  |
| 劉小慧 | 祥嫂                    | 模仿洪金梅                                                                    |
| 羅冠蘭 | 問答遊戲主持人          |                                                                               |
| 張達明 | 2020太空人              |                                                                               |
| 林尚義 | 電視旁述員 （聲音演出） |                                                                               |

## 外部連結
- 開眼電影網上《鬼馬狂想曲》的資料（繁體中文）
- 香港影庫上《鬼馬狂想曲》的資料（繁體中文）
- 豆瓣电影上《鬼馬狂想曲》的資料 （简体中文）
- 时光网上《鬼馬狂想曲》的資料（简体中文）
- AllMovie上《鬼馬狂想曲》的资料（英文）
- 爛番茄上《鬼馬狂想曲》的資料（英文）
- 互联网电影数据库（IMDb）上《鬼馬狂想曲》的资料（英文）